# هنري ألان جليسون (عالم نبات)
هنري ألان غليسون (بالإنجليزية: Henry Gleason)‏ (1882-1975) عالم نبات وبيئه أمريكي.

## روابط خارجية
- Gleason at the الحديقة النباتية في نيويورك
- History of Ecology and the American Environment at the مكتبة الكونغرس
- مؤلفات هنري ألان جليسون (عالم نبات) في مشروع غوتنبرغ
- أعمال أو نبذة عن هنري ألان جليسون على أرشيف الإنترنت